# Synode von Dingolfing (770)
Die Synode von Dingolfing (770) war unter dem Agilolfinger Herzog Tassilo III. eine Versammlung von sechs bairischen Bischöfen und dreizehn Äbten in Dingolfing, auf der kirchliche und weltliche Angelegenheiten geregelt wurden, welche die Normen der Lex Baiuvariorum ergänzten, bestätigten und modifizierten. Der genaue Zeitpunkt der Synode ist nicht bekannt, sie wird zeitlich zwischen 765, 770  bzw. 776/77 lokalisiert.

## Teilnehmer
Neben dem Herzog sind gemäß einem gleichzeitig beschlossenen Mess- oder Totenbund neunzehn Namen tradiert, es sind dies die sechs Bischöfe Manno von Niuvenburg, Alim (Alienus) vom Bistum Säben, Virgilius von Salzburg, Viserich vom Bistum Passau, Simpert vom Bistum Regensburg und Herres (Haeres Cyrinus bzw. Aribo oder Erbe) von Bistum Freising.
Als Äbte werden genannt: Oportunus vom Kloster Mondsee, Wolfprecht (Wolfbert I. bzw. Wolfperht genannt) von Kloster Niederaltaich, Adalprecht (Adalbert bzw. Adalperht) von Kloster Tegernsee, Ato von Kloster Schlehdorf, Uto von Kloster Metten, Landfrit von Kloster Benediktbeuern, Albuin von Kloster Mattsee, Ruothart (eventuell Kloster Wessobrunn, Ernest (nicht zuordenbar), Reginprecht von Kloster Moosburg, Volkanhart (Wolchanhar(d)t) von Kloster Berg im Donaugau (die Lokalisierung ist umstritten, es wird der im Donaugau liegende Bogenberg vermutet), Perkos von Kloster Schliersee, Sigido, eventuell Abt von Kloster Weltenburg oder von Kloster Münchsmünster.
Es ist sicher davon auszugehen, dass auch die Großen der Bojarier anwesend waren, auch wenn deren Namen nicht überliefert sind.

## Inhalt
Auf der Synode wurden zwölf Kanones beschlossen. Die Regeln rufen zum einen für Bischöfe und Äbte die benediktinischen Prinzipien in Erinnerung und sind in ihrem weltlichen Gehalt Zeichen des Bemühens um einen Ausgleich zwischen Herzog, dem Adel und den Adalschalken. In dem Text wird eine frühe Differenzierung zwischen Adel (nobiles) und Freien (liberi) und natürlich von den Knechten/Sklaven (servi) gesehen.
Die geistlichen Bestimmungen beziehen sich auf das Verbot der Sonntagsarbeit mit unterschiedlichen und im Wiederholungsfall drakonischen Rechtsfolgen für Freie und Knechte (Art. 1), Bischöfe und Äbte werden an die geltenden Regeln gemahnt (Art. 3) und es wird an das Verbot erinnert, Gott geweihte Jungfrauen zu ehelichen (Art. 4).
Eine Schenkung an die Kirche muss mit einer Urkunde unter Zeugen (tribus testibus fidelibus et nobilibus) bestätigt werden (Art. 2); auch dies ist Zeichen einer ständischen Ausdifferenzierung, denn die Lex Baiuvariorum stellte noch keine Anforderungen an die Qualität der Zeugen. Zudem wird dadurch das Testierrecht auf adelige Personen beschränkt. Das ius ad legem (= Recht auf Recht) wird für Adelige, Freie und Adalschalken bestätigt, es wird ihnen also ihr Rechtsstatus garantiert. Dabei werden explizit diese drei Stände unterschieden (Art. 5) und auch den Adalschalken wird ein Recht auf Wergeld zugestanden (Art. 7). Vererbtes Eigentum wird garantiert, außer es macht sich jemand eines Kapitalverbrechens (Raub, Mord, Vergewaltigung) schuldig. Diese Kapitalverbrechen werden um das Delikt des Totschlags an einer Person des Fürsten (hominem principis) erweitert (Art. 9). Die Gattin eines Adeligen ist von den Rechtsfolgen nicht betroffen (Art. 12). Der Herzog muss die Erblichkeit herzoglicher Prästarien (= Fiskal- oder Kirchengüter, deren Nutznießung lebenslänglich oder auf bestimmte Zeit festgelegt wurde) in den Händen Adeliger anerkennen, wenn diese ihm treu dienen (Art. 8). Wenn eine adelige Frau (ohne dies zu wissen) einen Sklaven heiratet, hat sie das Recht, diesen wieder zu entlassen, und sie kann wieder eine Freie werden (Art. 10). Wenn eine Person eines Vergehens beschuldigt wird, sollte sie dies mit dem Kläger in Frieden aushandeln, ehe sie zu einem Zweikampf (Vuehadink) antritt (Art. 11).
In dem den Kanones der Dingolfinger Synode angeschlossenen Mess- oder Totenbund heißt es: „Wenn einer von ihnen aus der Welt scheidet, soll jeder der noch lebenden Bischöfe oder Äbte in seiner Dom- oder Klosterkirche 100 Privatmessen lesen oder lesen lassen. Wenn Geistliche oder Mönche aus der Welt scheiden, soll der Bischof oder Abt für jeden dreißig Privatmessen lesen.“

## Skulptur
In Dingolfing wurde eine Granitplastik von Gerhard Kadletz vor der Bibliothek am Spitalplatz aufgestellt. Der Künstler hat aus einem Granitblock ein Buch mit 16 Seiten geschaffen. Es erinnert an die Synode von Dingolfing, die für die Weiterentwicklung des geschriebenen Rechts von zentraler Bedeutung war.